# Kim Jong-un
Kim Jong-un (en chosŏn'gŭl, 김정은; en hancha, 金正恩; pronunciado /kim dʑʌŋɯn/; Pionyang, 8 de enero de 1984) es un político norcoreano que ejerce como actual líder supremo de la República Popular Democrática de Corea desde 2011 y líder del Partido del Trabajo de Corea desde 2012. Es el tercer hijo de Kim Jong-il, quien fue el segundo líder supremo de Corea del Norte entre 1994 a 2011, y nieto de Kim Il-sung, el fundador y primer líder supremo del país.
Kim Jong-un asumió oficialmente la comandancia suprema del Ejército Popular de Corea, después del funeral estatal de su padre acaecido el 28 de diciembre de 2011. Kim posee los títulos de secretario general del Partido del Trabajo de Corea, presidente de la Comisión Militar Central, presidente de la Comisión de Defensa Nacional, comandante supremo del Ejército del Pueblo Coreano y miembro del Presidium del Comité Permanente del Politburó del Partido del Trabajo de Corea.
Educado en Berna (Suiza), habla inglés y alemán, y desde el 27 de septiembre de 2010 poseía el rango de general de cuatro estrellas. Es considerado por determinados países, organizaciones y medios de comunicación del mundo como un dictador, los cuales no se refieren a él por sus cargos oficiales. Otros países, organizaciones y medios de comunicación prefieren referirse al mismo meramente como líder o por su rango de mariscal. Es el cuarto y último hijo de Kim Jong-il con su tercera y última pareja, Ko Young-hee. El 14 de abril de 2012 fue elegido por la Asamblea Popular Suprema como presidente de la Comisión Nacional de Defensa de Corea del Norte.
Kim gobierna Corea del Norte como un estado totalitario, y su liderazgo ha seguido el mismo culto a la personalidad que su padre y su abuelo. En 2014, un informe del Consejo de Derechos Humanos de las Naciones Unidas sugirió que Kim podría ser juzgado por crímenes contra la humanidad. Ordenó la purga y ejecución de varios funcionarios norcoreanos, entre ellos se cree que ordenó el asesinato de su medio hermano, Kim Jong-Nam, en Malasia en 2017. Presidió una expansión de la economía de consumo, proyectos de construcción y atracciones turísticas en Corea del Norte.
Kim amplió el programa de armas nucleares del país, lo que provocó un aumento de las tensiones con Estados Unidos y Corea del Sur, así como con China. En 2018 y 2019, Kim participó en cumbres con el presidente surcoreano, Moon Jae-in, y el presidente estadounidense, Donald Trump, lo que llevó a un breve deshielo de relaciones entre Corea del Norte y los dos países, aunque las negociaciones finalmente se rompieron sin avances en la desnuclearización. Afirmado el éxito en la lucha contra la pandemia de COVID-19 en Corea del Norte, ya que el país no informó de ningún caso confirmado hasta mayo de 2022, aunque muchos expertos dudan de esta afirmación.

## Biografía
No existe aún ninguna biografía oficial completa sobre Kim Jong-un. Por lo tanto, la única información conocida en sus primeros años proviene de desertores y personas que lo conocieron durante su estadía en el extranjero, como en Suiza. Parte de la información ha sido conflictiva y contradictoria, información como que su hermano Kim Jong-chul asistía a la escuela en Suiza alrededor del mismo período. Sin embargo, ha habido un cierto consenso en torno a la información sobre sus primeros años. Es integrante de la generación milenial. Autoridades norcoreanas han declarado que su fecha de nacimiento es el 8 de enero de 1982, pero los funcionarios de inteligencia surcoreanos creen que la fecha real es un año más tarde. Dennis Rodman dijo que su fecha de nacimiento es el 8 de enero de 1983 tras reunirse con el joven líder en septiembre de 2013. Sus padres son Kim Jong-il y Ko Young-hee, una zainichi coreana nacida en Osaka, Japón.
Posteriormente se informó que Kim Jong-un asistió a la escuela estatal Liebefeld Steinhölzli en Köniz, cerca de Berna, bajo el nombre "Pak-un" o "Un-pak" desde 1998 hasta 2000 como hijo de un empleado de la embajada de Corea del Norte en Berna. Las autoridades confirmaron que un estudiante norcoreano asistió a la escuela durante ese período. 
Kim primero asistió a una clase especial para niños de lengua extranjera y luego asistió a las clases regulares del sexto, séptimo, octavo y parte del último noveno año, abandonando la escuela abruptamente en el otoño de 2000. Fue descrito como un estudiante ambicioso y bien integrado al que le gustaba jugar baloncesto. Sin embargo, se informa que sus calificaciones y asistencia fueron bajas. El embajador de Corea del Norte en Suiza, Ri Chol, mantuvo una estrecha relación con él y actuó como mentor. Uno de los compañeros de clase de Kim dijo a los periodistas que este le había dicho que era hijo del líder de Corea del Norte.  Según algunos informes, Kim era descrito por sus compañeros de clase como un niño tímido, incómodo con las niñas e indiferente a los temas políticos, pero que se distinguía en los deportes y tenía fascinación por la Asociación Nacional de Baloncesto de Estados Unidos y Michael Jordan. Un amigo afirmó que le habían mostrado fotografías de Kim con Kobe Bryant y Toni Kukoč.
El Washington Post informó en 2009 que los amigos de la escuela de Kim Jong Un recordaban que "pasó horas haciendo meticulosos dibujos a lápiz de la superestrella de los Chicago Bulls, Michael Jordan". Estaba obsesionado con el baloncesto y los juegos de computadora, y era fanático de las películas de acción de Jackie Chan.
La mayoría de los analistas coinciden en que Kim Jong-un asistió a la Universidad Kim Il-sung, una importante escuela de formación de oficiales en Piongyang, de 2002 a 2007.  Kim obtuvo dos títulos, uno en física en la Universidad Kim Il-sung y otro como oficial del Ejército en la Universidad Militar Kim Il-sung.
A finales de febrero de 2018, Reuters informó que Kim y su padre habían utilizado pasaportes falsificados, supuestamente emitidos por Brasil y fechados el 26 de febrero de 1996, para solicitar visas en varios países. Ambos pasaportes de 10 años llevan un sello que dice "Embajada de Brasil en Praga". El pasaporte de Kim Jong-un registra el nombre "Josef Pwag" y la fecha de nacimiento del 1 de febrero de 1983.

## Sucesión
El medio hermano mayor de Kim Jong-un, Kim Jong-nam, había sido el favorito para triunfar, pero supuestamente cayó en desgracia después de 2001, cuando fue sorprendido intentando ingresar a Japón con un pasaporte falso para visitar Tokyo Disneyland. Kim Jong-nam fue asesinado en Malasia en 2017 por presuntos agentes norcoreanos.
El antiguo chef personal de Kim Jong-il, Kenji Fujimoto, reveló detalles sobre Kim Jong-un, con quien tenía una buena relación, afirmando que era el favorito para ser el sucesor de su padre. Fujimoto también dijo que su padre favorecía a Jong-un sobre su hermano mayor, Kim Jong-chul, razonando que Jong-chul tiene un carácter demasiado femenino, mientras que Jong-un es «exactamente como su padre». Además, Fujimoto afirmó que «si se va a entregar el poder, entonces Jong-un es el mejor para ello. Tiene magníficas dotes físicas, es un gran bebedor y nunca admite la derrota». Además, según Fujimoto, Jong-un fuma cigarrillos Yves Saint Laurent, le encanta el whisky Johnnie Walker y tiene un sedán de lujo Mercedes-Benz 600.  También, Fujimoto describió un episodio en el que Jong-un, cuando tenía 18 años, cuestionó su lujoso estilo de vida y preguntó: «Estamos aquí, jugando baloncesto, montando a caballo, montando motos acuáticas, divirtiéndonos juntos. ¿Pero qué pasa con la vida de la gente común?».  El 15 de enero de 2009, la agencia de noticias surcoreana Yonhap informó que Kim Jong-il había designado a Kim Jong-un como su sucesor.
El 8 de marzo de 2009 la BBC recogió rumores que indicaban que Kim Jong-un había aparecido en las papeletas para las elecciones a la Asamblea Popular Suprema. Informes sucesivos indicaron que no aparecía como legislador en esa asamblea, pero fue ascendido a un nivel intermedio en el Comité Militar Central del PTC de ese país, un órgano de instrucción ideológica del Partido de su ejército. Desde el 2009 se dio por supuesto entre los servicios diplomáticos que sucedería a su padre como jefe del Partido del Trabajo de Corea y, por tanto, como jefe del estado de facto.
Nombrado por la prensa de su país 영명한 동지 (Yŏngmyŏng-han Tongji, traducible como «Brillante camarada»), su padre pidió al personal de las Embajadas de Corea del Norte que jurasen lealtad a su hijo. Incluso se ha señalado que ciudadanos de este país han sido animados a cantar una canción de nueva composición que consiste en una exaltación elogiosa de Kim Jong-un similar a las que se cantan a su padre y abuelo, Kim Il-sung. A finales de junio de 2009 se señaló que Kim habría visitado China en secreto con la intención de presentarse a los dirigentes chinos que más tarde advertirían a Corea de los peligros que podían derivarse de realizar una segunda prueba nuclear. El Ministerio chino de Exteriores después negó tajantemente que dicha visita tuviera lugar.

### Vicepresidente de la Comisión Militar Central
Kim Jong-un fue nombrado daejang, el equivalente a un general de cuatro estrellas en los Estados Unidos, el 27 de septiembre de 2010, un día antes de una inusual conferencia del Partido de los Trabajadores de Corea en Piongyang, la primera vez que los medios norcoreanos lo había mencionado por su nombre y a pesar de que no tenía experiencia militar previa. A pesar de la promoción, no se publicaron más detalles, incluidos retratos verificables de Kim. El 28 de septiembre de 2010, fue nombrado vicepresidente de la Comisión Militar Central y miembro del Comité Central del Partido de los Trabajadores, en un aparente guiño a convertirse en el sucesor de Kim Jong-il.
El 10 de octubre de 2010, Kim Jong-un estaba junto a su padre cuando asistió a la celebración del 65 aniversario del gobernante PTC. Se consideró que esto confirmaba su posición como próximo líder del Partido. Se concedió al evento un acceso de prensa internacional sin precedentes, lo que indica aún más la importancia de la presencia de Kim Jong-un. En enero de 2011, el régimen supuestamente comenzó a purgar a unos 200 protegidos del tío político de Jong-un , Jang Song-thaek, y de O Kuk-ryol, vicepresidente de la Comisión de Defensa Nacional, mediante detención o ejecución para evitar que cualquiera de los dos rivalizara con ellos.

## Líder de Corea del Norte
El 17 de diciembre de 2011, Kim Jong-il murió. La televisión norcoreana dio por hecho que Kim Jong-un sería el nuevo líder del país, aunque algunos analistas internacionales opinaron que el poder fáctico lo asumiría su tío Jang Song-thaek, debido a la inexperiencia del hijo de Kim Jong-il.
Tras la muerte de su padre, Kim Jong Un fue aclamado como el "gran sucesor de la causa revolucionaria del Juche , "destacado líder del partido, del ejército y del pueblo", y "camarada respetado e idéntico al Supremo". Comandante Kim Jong Il", y fue nombrado presidente del comité funerario de Kim Jong Il. La Agencia Central de Noticias de Corea (KCNA) describió a Kim Jong Un como "una gran persona nacida del cielo", un término propagandístico que sólo habían disfrutado su padre y su abuelo. El gobernante Partido de los Trabajadores de Corea también dijo en un editorial: "Prometemos con lágrimas sangrantes llamar a Kim Jong Un nuestro comandante supremo, nuestro líder".
Fue declarado públicamente Comandante Supremo del Ejército Popular de Corea el 24 de diciembre de 2011 y designado formalmente para el cargo el 30 de diciembre de 2011, cuando el Buró Político del Comité Central del Partido de los Trabajadores de Corea "proclamó cortésmente que el querido El respetado Kim Jong Un, vicepresidente de la Comisión Militar Central del PTC, asumió el mando supremo del Ejército Popular de Corea".
El 26 de diciembre de 2011, el principal periódico norcoreano, Rodong Sinmun, informó que Kim Jong Un había estado actuando como presidente de la Comisión Militar Central  y líder supremo del país, tras el fallecimiento de su padre.
El 29 de diciembre de 2011, al finalizar las exequias de Kim Jong-il, Kim Yong Nam, presidente de la Asamblea Suprema del Pueblo, confirmó a Kim Jong-un como presidente de la Comisión de asuntos estatales de la nación mediante un discurso en la Gran Plaza de Pionyang. Pocos días después se publicó una de sus primeras fotos oficiales hasta la fecha y primera en que se confirmaba su identidad; dicha instantánea había sido tomada durante la primera conferencia desde 1966 del Partido del Trabajo de Corea.
El 27 de marzo de 2012, Kim fue elegido miembro de la IV Conferencia del Partido de los Trabajadores de Corea. El 11 de abril, esa conferencia eliminó el puesto de secretario general de los estatutos del partido y en su lugar designó a Kim Jong Il como "Secretario General Eterno" del partido. Luego, la conferencia eligió a Kim Jong Un como líder del partido bajo el título recién creado de Primer Secretario. Kim Jong Un también ocupó el puesto de su padre como presidente de la Comisión Militar Central, así como el antiguo puesto de su padre en el Presidium del Politburó. En un discurso pronunciado antes de la Conferencia, Kim Jong Un declaró que "Imbuir a toda la sociedad del kimilsungismo-kimjongilismo es el programa más elevado de nuestro Partido".  El 11 de abril de 2012, la quinta sesión de la XII Asamblea Popular Suprema nombró a Kim Jong Un primer presidente de la Comisión de Defensa Nacional. 
El 9 de marzo de 2014, la Asamblea Popular Suprema reeligió a Kim Jong-un como Presidente de la Comisión Nacional de Defensa de Corea del Norte.

### Reformas internas
La Asamblea Popular Suprema (SPA) enmendó la constitución política en junio de 2016, aboliendo la Comisión de Defensa Nacional (NDC) excepto en tiempos de guerra, y reemplazándola por la Comisión de Asuntos Estatales (SAC), que fue nombrada la "dirección suprema orientada a las políticas". órgano del poder del Estado". Kim se convirtió en presidente de la Comisión de Asuntos Estatales el 29 de junio de 2016. Estas enmiendas marcaron la disminución de la influencia de los militares, con el recién creado SAC incluyendo más miembros civiles y menos militares que el NDC. 
Durante las elecciones parlamentarias de 2019, Kim Jong Un se convirtió en el primer líder norcoreano en no participar como candidato de la SPA. La constitución fue modificada nuevamente en 2019 por la SPA. Las referencias al Juche y al Songun fueron reemplazadas por el kimilsungismo-kimjongilismo, y la constitución estipulaba que la misión de las fuerzas armadas de Corea del Norte era "defender hasta la muerte al Comité Central del Partido encabezado por el gran camarada Kim Jong Un"; esto convirtió a Kim en el primer líder norcoreano nombrado en la constitución mientras actualmente ocupa el poder. El presidente de la Comisión de Asuntos Estatales fue modificado para ser el "líder supremo que representa al estado", convirtiendo efectivamente a Kim Jong Un en jefe de Estado;  Anteriormente, el presidente del Presidium de la SPA era el jefe de Estado de facto. El presidente también fue nombrado comandante en jefe de las fuerzas armadas y "representante supremo de todo el pueblo coreano".

### Estilo de liderazgo
En julio de 2012, Kim Jong Un mostró un cambio en la política cultural con respecto a la de su padre al asistir a un concierto de la Moranbong Band . El concierto contenía varios elementos de la cultura pop de Occidente, particularmente de Estados Unidos. Kim aprovechó este evento para presentar a su esposa al público, un movimiento sin precedentes en Corea del Norte. Ese mismo año, el chef personal de Kim Jong Il, Kenji Fujimoto, visitó Corea del Norte y dijo: «Las tiendas en Piongyang estaban repletas de productos y la gente en las calles parecía alegre. Corea del Norte ha cambiado mucho desde que Kim Jong Un asumió el poder. Todo esto es gracias al líder Kim Jong Un».
Según los analistas, Kim Jong Un ha utilizado su parecido con su abuelo para aprovechar el culto a la personalidad de Kim Il Sung y la nostalgia popular por épocas pasadas. En 2013, Kim copió el estilo de su abuelo cuando pronunció su primer discurso de Año Nuevo, una ruptura con el enfoque de su padre, Kim Jong Il, quien nunca pronunció un discurso televisado durante sus 17 años en el poder. También se ha mostrado más accesible y abierto que su padre, abrazando y estrechando los brazos de jóvenes y mayores.  En sus apariciones públicas, parece más activo que su padre o su abuelo, por ejemplo, desyerbando, montando a caballo, conduciendo un tanque, montando en una montaña rusa o utilizando la tecnología de la información. 

### Culto a la personalidad

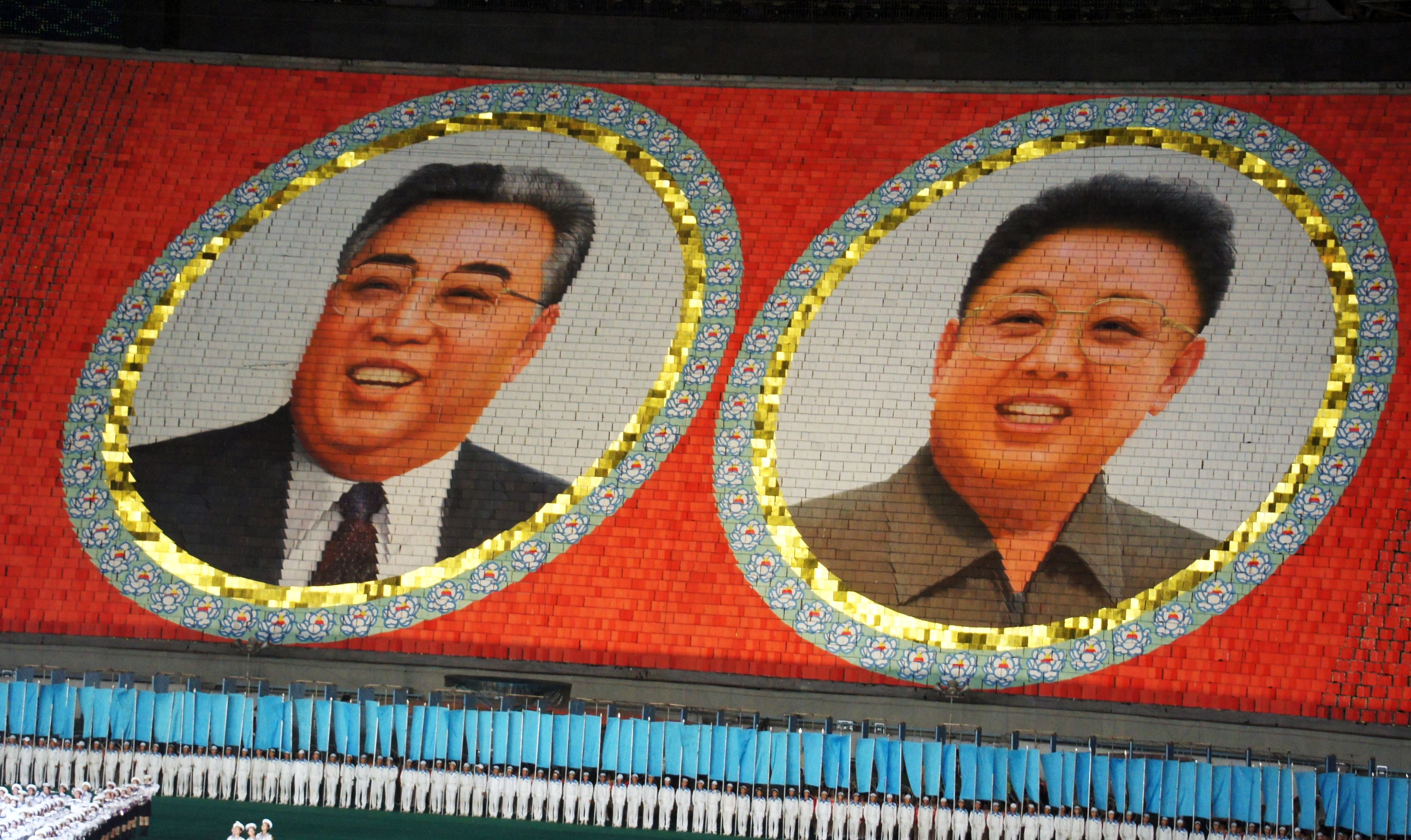
Retratos del padre y el abuelo de Kim Jong Un (juegos masivos del Festival Arirang en Pionyang)

Kim Jong Un realiza con frecuencia actos simbólicos que lo asocian con el culto a la personalidad de su padre y su abuelo. Al igual que ellos, Kim Jong Un recorre regularmente el país, dando "orientación sobre el terreno" en varios sitios. Los medios estatales norcoreanos a menudo se refieren a él como «Respetado camarada Kim Jong Un» o «Mariscal Kim Jong Un».
El 9 de enero de 2012, el Ejército Popular de Corea celebró una gran manifestación frente al Palacio del Sol de Kumsusan para honrar a Kim Jong Un y demostrar su lealtad.
El 15 de abril de 2012, durante un desfile militar para conmemorar el centenario de Kim Il Sung, Kim Jong Un pronunció su primer discurso público, Marchemos dinámicamente hacia la victoria final, sosteniendo en alto la bandera de Songun. Ese discurso se convirtió en la base de un himno dedicado a él, «Adelante hacia la victoria final».
En noviembre de 2012, fotografías de satélite revelaron una longitud de medio kilómetro (1640,4 pies) de un mensaje propagandístico tallado en una ladera en la provincia de Ryanggang, que decía: "¡Viva el general Kim Jong Un, el sol brillante"! .

### Políticas económicas
Kim Jong Un ha estado promoviendo una política de byungjin, similar a las políticas de su abuelo Kim il Sung de la década de 1960, desarrollando la economía nacional en paralelo con el programa de armas nucleares del país.
Los medios norcoreanos describieron la economía como un "sistema colectivista flexible" donde las empresas aplicaban "acciones activas y evolutivas" para lograr el desarrollo económico. Estos informes reflejan la política económica general de Kim de reformar la gestión, aumentando la autonomía y los incentivos para los actores económicos. Este conjunto de reformas conocidas como las "medidas del 30 de mayo" reafirman tanto la propiedad socialista como las "leyes económicas objetivas de orientación y gestión" para mejorar los niveles de vida. Otros objetivos de las medidas son aumentar la disponibilidad de productos de fabricación nacional en los mercados, introducir innovaciones de defensa en el sector civil e impulsar el comercio internacional.
Ha habido un boom de la construcción en Pionyang, que ha traído color y estilos arquitectónicos creativos a la ciudad. Mientras que en el pasado se concentraba en la construcción de monumentos, el gobierno de Kim Jong Un ha construido parques de atracciones, parques acuáticos, pistas de patinaje, un delfinario y una estación de esquí. Kim ha estado promoviendo activamente una cultura de consumo, incluyendo el entretenimiento y los cosméticos.
Kim ha intentado aliviar la escasez de alimentos en Corea del Norte, aunque la situación alimentaria se deterioró durante la pandemia de COVID-19. En marzo de 2023, durante una sesión plenaria del PTC, pidió impulsar la producción agrícola, diciendo que es "importante concentrarse en aumentar el rendimiento en todas las explotaciones".

### Violación de los derechos humanos
Al igual que su padre y su abuelo, Kim gobierna Corea del Norte como un estado totalitario. En enero de 2013, la Alta Comisionada de las Naciones Unidas para los Derechos Humanos, Navi Pillay, dijo que la situación de los derechos humanos en Corea del Norte no había mejorado desde que Kim había asumido el poder y pidió una investigación. Un informe sobre la situación de los derechos humanos en Corea del Norte de febrero de 2013 elaborado por el relator especial de las Naciones Unidas, Marzuki Darusman, propuso la creación de una comisión de investigación de la ONU. El informe de la comisión de investigaciónse publicó en febrero de 2014 y sugería que Kim podría "posiblemente" rendir cuentas por crímenes de lesa humanidad en la Corte Penal Internacional.
En julio de 2016, el Departamento del Tesoro de los Estados Unidos impuso sanciones personales a Kim. Aunque su participación en abusos contra los derechos humanos fue citada como la razón, los funcionarios dijeron que las sanciones apuntan a los programas nucleares y de misiles del país. En junio de 2017, el presidente de Estados Unidos, Donald Trump, condenó el régimen «brutal» de Kim Jong Un y describió a Kim como un «loco» tras la muerte del estudiante estadounidense Otto Warmbier, que había sido encarcelado durante una visita a Corea del Norte. Sin embargo, en 2019, el presidente Trump dijo que creía que Kim no era responsable de la muerte de Warmbier.

### Purgas y ejecuciones
Como ocurre con todos los informes sobre Corea del Norte, los informes sobre purgas y ejecuciones son difíciles de verificar.  Las acusaciones en 2013 de que Kim Jong Un hizo ejecutar a su exnovia, la cantante Hyon Song Wol, por violar las leyes de pornografía resultaron ser falsas.   En mayo de 2016, los analistas se sorprendieron al descubrir que el general Ri Yong Gil, que según Corea del Sur había sido ejecutado a principios de año, estaba de hecho, vivo aun. 
En diciembre de 2013, el tío de Kim Jong Un, Jang Song thaek, fue arrestado y ejecutado por traición. Se cree que Jang fue ejecutado por un pelotón de fusilamiento. Yonhap ha declarado que, según múltiples fuentes anónimas, Kim Jong Un también ha ejecutado a miembros de la familia de Jang, para destruir por completo todo rastro de la existencia de Jang a través de "ejecuciones extensas" de su familia, incluidos los hijos y nietos de todos los parientes cercanos. Entre los presuntos muertos en la purga de Kim se encuentran la hermana de Jang, Jang Kye Sun, su esposo y embajador en Cuba, Jon Yong Jin, y el sobrino de Jang y embajador en Malasia, Jang Yong Chol. También se dijo que los dos hijos del sobrino habían sido asesinados. En el momento de la destitución de Jang, se anunció que "el descubrimiento y la purga del grupo Jang... purificaron nuestro partido y nuestras filas revolucionarias...» y tras su ejecución el 12 de diciembre de 2013, los medios de comunicación estatales advirtieron que el ejército «nunca perdonará a todos los que desobedezcan la orden del Comandante Supremo».
O Sang Hon era viceministro de Seguridad en el Ministerio de Seguridad Popular del gobierno de Corea del Norte y que, según los informes, fue asesinado en una purga política en 2014. Según el periódico surcoreano The Chosun Ilbo, O fue ejecutado con un lanzallamas por su papel en el apoyo al tío de Kim Jong Un, Jang Song Thaek.

### Presuntos intentos de asesinato
En 2012, se descubrió una ametralladora debajo de un enebro en Ryugyeongwon, ubicado cerca de una ruta por la que Kim iba a viajar. Se supuso que esto era parte de un intento de asesinato.
En mayo de 2017, el gobierno norcoreano afirmó que la Agencia Central de Inteligencia (CIA) de Estados Unidos y el Servicio Nacional de Inteligencia (NIS) de Corea del Sur contrataron a un leñador norcoreano que trabajaba en Rusia para asesinar a Kim con un "arma bioquímica" que era a la vez radiactivo y nanovenenoso, y cuyo efecto se habría retrasado unos meses.  Corea del Norte dijo que buscaría la extradición de cualquier persona involucrada en el intento de asesinato. 

### Desarrollo de armas nucleares
Bajo el mandato de Kim Jong Un, Corea del Norte ha seguido desarrollando armas nucleares, probando bombas en febrero de 2013, enero y septiembre de 2016 y septiembre de 2017. A partir de 2021 Corea del Norte había probado casi 120 misiles, cuatro veces más que en la época de su padre y su abuelo. Para 2023, esto aumentó a un total de 226. Según varios analistas, Corea del Norte considera que el arsenal nuclear es vital para disuadir un ataque, y es poco probable que Corea del Norte lance una guerra nuclear. Según un investigador principal de la Corporación RAND, Kim Jong Un cree que las armas nucleares son su garantía de supervivencia del régimen. En 2022, se estimó que Corea del Norte tiene entre 45 y 55 armas nucleares.
En 2012, en el centenario del nacimiento de Kim Il Sung, dijo: "Se acabaron para siempre los días en que nuestros enemigos podían chantajearnos con bombas nucleares". En una reunión plenaria del Comité Central del Partido de los Trabajadores celebrada el 96 de marzo de 31, anunció que Corea del Norte adoptaría "una nueva línea estratégica para llevar a cabo la construcción económica y construir fuerzas armadas nucleares simultáneamente".
En su discurso de Año Nuevo del 2 de enero de 2017, Kim Jong Un dijo que el país se encontraba en la "última etapa" de los preparativos para probar un misil balístico intercontinental (ICBM). El 4 de julio, Corea del Norte llevó a cabo la primera prueba de vuelo anunciada públicamente de su ICBM Hwasong-14, programada para coincidir con las celebraciones del Día de la Independencia de los Estados Unidos. El 3 de septiembre, el país llevó a cabo su sexta prueba nuclear. El 28 de noviembre de 2017, Corea del Norte probó el misil Hwasong-15, que se convirtió en el primer misil balístico desarrollado por Corea del Norte que, en teoría, es capaz de alcanzar todo el territorio continental de Estados Unidos. En respuesta, el Consejo de Seguridad de las Naciones Unidas promulgó una serie de sanciones contra Corea del Norte por su programa nuclear y sus pruebas de misiles.
Hasta 2022, la posición política declarada de Corea del Norte era que las armas nucleares "nunca serán abusadas o utilizadas como medio para un ataque preventivo", pero si hay un "intento de recurrir a la fuerza militar contra nosotros", Corea del Norte puede usar su "fuerza ofensiva más poderosa por adelantado para castigarlos". Esta no era una política completa de no primer uso. Esta política cambió en 2022 con una ley aprobada por la Asamblea Popular Suprema, que establece que en caso de un ataque contra la cúpula o el sistema de mando y control nuclear, los ataques nucleares contra el enemigo se lanzarían automáticamente. Además, la nueva ley indica que si Kim Jong Un fuera asesinado, la autorización de los ataques nucleares pasaría a un alto funcionario.

### Política exterior

#### China
Las relaciones entre Corea del Norte y China, durante mucho tiempo el socio más cercano de Corea del Norte, se deterioraron inicialmente bajo Kim debido a su programa de armas nucleares. El 30 de noviembre de 2012, Kim se reunió con Li Jianguo, miembro del Politburó del gobernante Partido Comunista de China (PCCh) y vicepresidente de primer rango del Comité Permanente de la Asamblea Popular Nacional, quien "informó a Kim sobre el XVIII Congreso Nacional del Partido Comunista de China", según la agencia oficial de noticias del estado, la Agencia Central de Noticias de Corea. Una carta del presidente chino, Xi Jinping, fue entregada en mano durante la discusión.
China prohibió las importaciones de carbón norcoreano en febrero de 2017 mientras aplicaba las sanciones del Consejo de Seguridad de la ONU contra Corea del Norte impuestas en 2017. En respuesta, la Agencia Central de Noticias de Corea publicó una crítica sin precedentes a China, acusándola de "chovinismo de gran potencia"; Más tarde, KCNA publicó artículos en los que criticaba a los medios estatales chinos.
La relación comenzó a mejorar en marzo de 2018, cuando Kim visitó Pekín, reuniéndose con Xi Jinping, marcando su primer viaje al extranjero desde que asumió el poder. Entre el 7 y el 8 de mayo, Kim realizó una segunda visita a China, reuniéndose con Xi en Dalian. Otra tercera reunión tuvo lugar el 19 y 20 de junio, cuando Kim viajó a Pekín para reunirse con Xi. Kim se reunió nuevamente con Xi en Beijing del 7 al 10 de enero de 2019. Los días 20 y 21 de junio de 2019, Xi viajó a Pionyang, la primera visita de un líder chino a Corea del Norte desde que Hu Jintao la visitó en 2005.

#### Corea del Sur y Estados Unidos
El 29 de marzo de 2013, el máximo mandatario norcoreano declaró el «Estado de guerra» a Corea del Sur, aumentando las posibilidades de una guerra nuclear debido a los bombarderos B-2 Spirit de Estados Unidos que sobrevolaron la península de Corea durante la crisis que estaba teniendo lugar en la región.
En su discurso de año nuevo 2015, Kim Jong-un abogó por que las organizaciones partidarias luchen contra el burocratismo y abuso de autoridad. Al mismo tiempo está a favor de desarrollar multifacéticamente las relaciones económicas con otros países. Sobre el tema de la reunificación de Corea expresó que:

El Norte y el Sur deben desistir de promover la confrontación de sistema, absolutizando su ideología y régimen y lograr la gran unión, la gran unidad nacional según el ideal de entre nosotros, los connacionales para resolver el problema de la reunificación de la patria justamente a favor de los intereses comunes de la nación.

Si una parte trata de imponer su ideología y régimen a la otra nunca se podrá resolver por vía pacífica el problema de la reunificación sino se originarán solo el enfrentamiento y la guerra.
Es cierto que nuestro régimen socialista centrado en las masas populares es el mejor, pero jamás lo imponemos al Sur de Corea ni hemos hecho así.

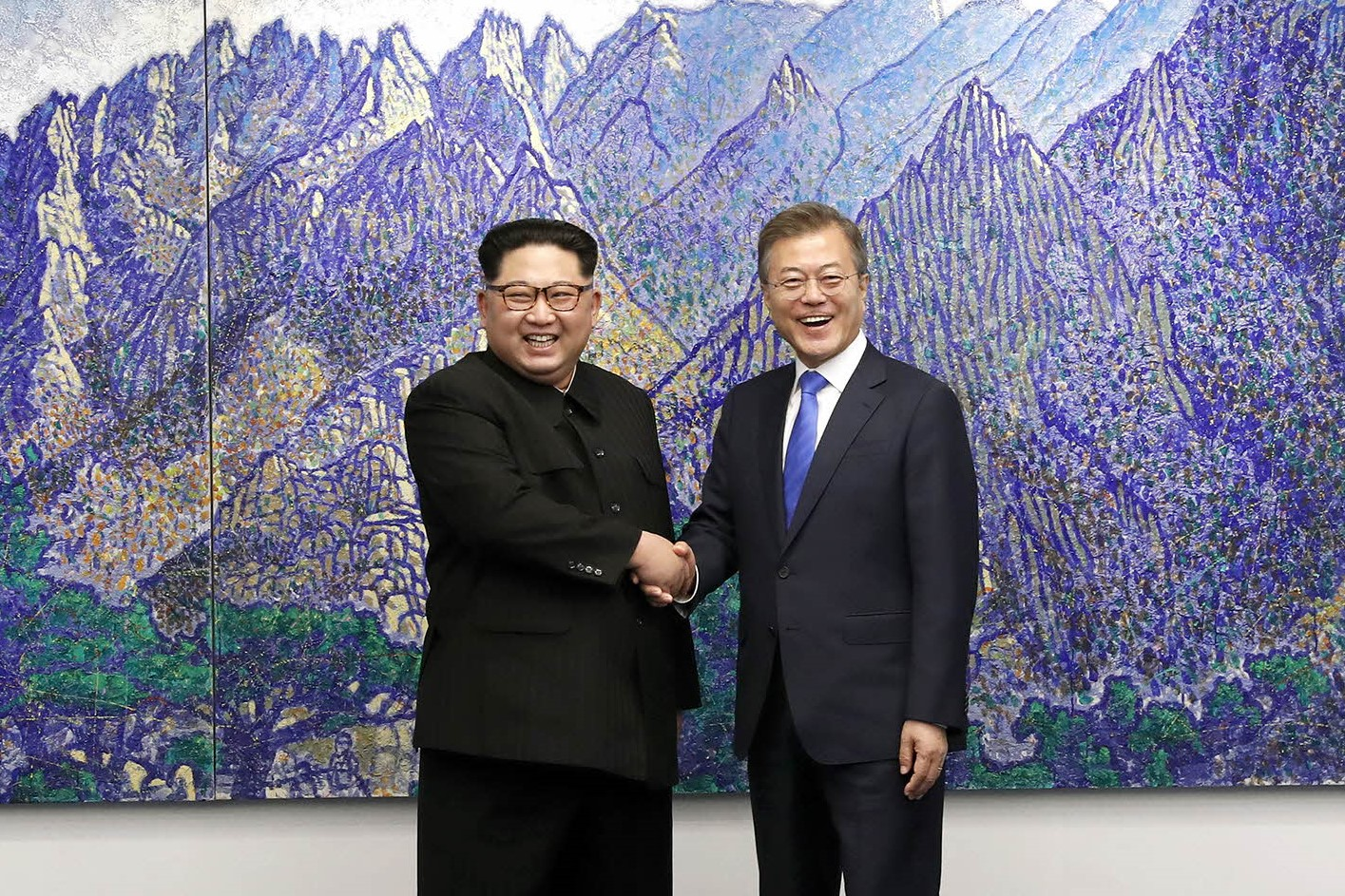
Kim y el presidente de Corea del Sur Moon Jae-in durante el Cumbre intercoreana de 2018.

En 2018 la línea directa entre Seúl y Pionyang se reabrió después de casi dos años. Corea del Norte y Corea del Sur marcharon juntas en la ceremonia de apertura de los Juegos Olímpicos y presentaron un equipo femenino de hockey sobre hielo unido. Además de los atletas, Kim envió una delegación de alto nivel sin precedentes que incluía a su hermana, Kim Yo-jong, y al presidente del Presidium, Kim Yong-nam, y artistas como la Orquesta Samjiyon. El 5 de marzo, se reunió con el jefe de la Oficina de Seguridad Nacional de Corea del Sur, Chung Eui Yong, en Pionyang.

En la cumbre intercoreana de abril de 2018, Kim y el presidente surcoreano, Moon Jae-in, firmaron la Declaración de Panmunjom, en la que se comprometían a convertir el Acuerdo de Armisticio de Corea en un tratado de paz completo, poniendo fin formalmente a la guerra de Corea, para finales de año.

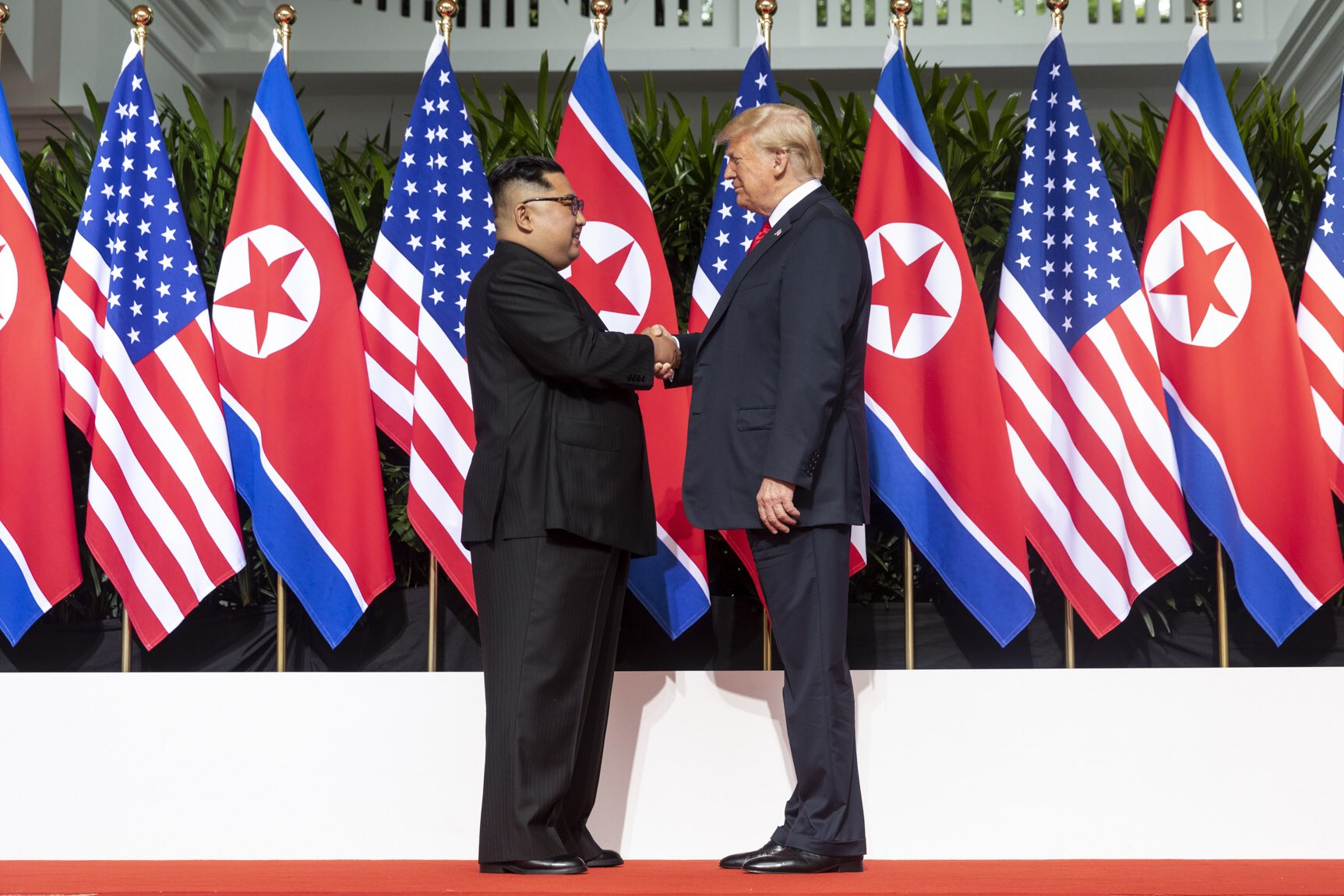
Kim y el presidente de Estados Unidos Donald Trump al comienzo de la Cumbre Corea del Norte-Estados Unidos de 2018.

El 26 de mayo, Kim tuvo una segunda reunión no anunciada en el lado norcoreano de Panmunjom, en la que se reunió con Moon para discutir su propuesta de cumbre con el presidente de Estados Unidos, Donald Trump, en Singapur.
El 10 de junio, Kim llegó a Singapur y se reunió con el primer ministro Lee Hsien Loong. El 12 de junio, Kim celebró su primera cumbre con Trump y firmó una declaración en la que afirmaba su compromiso con la paz, el desarme nuclear y la repatriación de los restos de los muertos de guerra estadounidenses. Esta fue la primera reunión entre los líderes de Corea del Norte y Estados Unidos.
En septiembre, Kim celebró otra cumbre con Moon Jae-in en Pionyang. Kim accedió a desmantelar las instalaciones de armas nucleares de Corea del Norte si Estados Unidos tomaba medidas recíprocas. Los dos gobiernos también anunciaron que establecerían zonas de amortiguamiento en sus fronteras para evitar enfrentamientos.
En febrero de 2019, Kim celebró otra cumbre con Trump en Hanói, Vietnam, que Trump interrumpió el segundo día sin acuerdo. La administración Trump dijo que los norcoreanos querían un alivio completo de las sanciones, mientras que los norcoreanos dijeron que solo estaban pidiendo un alivio parcial de las sanciones.
El 30 de junio de 2019, en la zona desmilitarizada coreana, Kim se reunió nuevamente con Trump, estrechándole la mano calurosamente y expresando su esperanza de paz. Kim y Trump luego se unieron a Moon Jae-in para una breve charla. Las conversaciones en Estocolmo comenzaron el 5 de octubre de 2019 entre los equipos negociadores de Estados Unidos y Corea del Norte, pero se rompieron después de un día. Durante este período, Trump y Kim establecieron una relación personal e intercambiaron al menos 27 cartas en las que los dos hombres describieron una cálida amistad personal.
Sin embargo, en 2020, las negociaciones se estancaron casi por completo sin avances en la desnuclearización, y tanto Trump como Kim se centraron en cuestiones internas. El Ministerio de Relaciones Exteriores de Corea del Norte criticó además a la administración Trump ese año por "promesas vacías", y además tomó medidas al demoler el edificio de oficinas de enlace conjunto de cuatro pisos que compartía con Corea del Sur el 17 de junio. Corea del Norte ignoró además los intentos de acercamiento por parte de la administración del presidente Joe Biden, y Kim dijo en octubre de 2021 que "Estados Unidos ha estado enviando con frecuencia señales de que no son hostiles hacia nuestro país, pero no hay evidencia única de que no sean hostiles", y también criticó a Corea del Sur por "destruir el equilibrio militar en la península coreana y aumentar la inestabilidad y el peligro militar".

#### Rusia

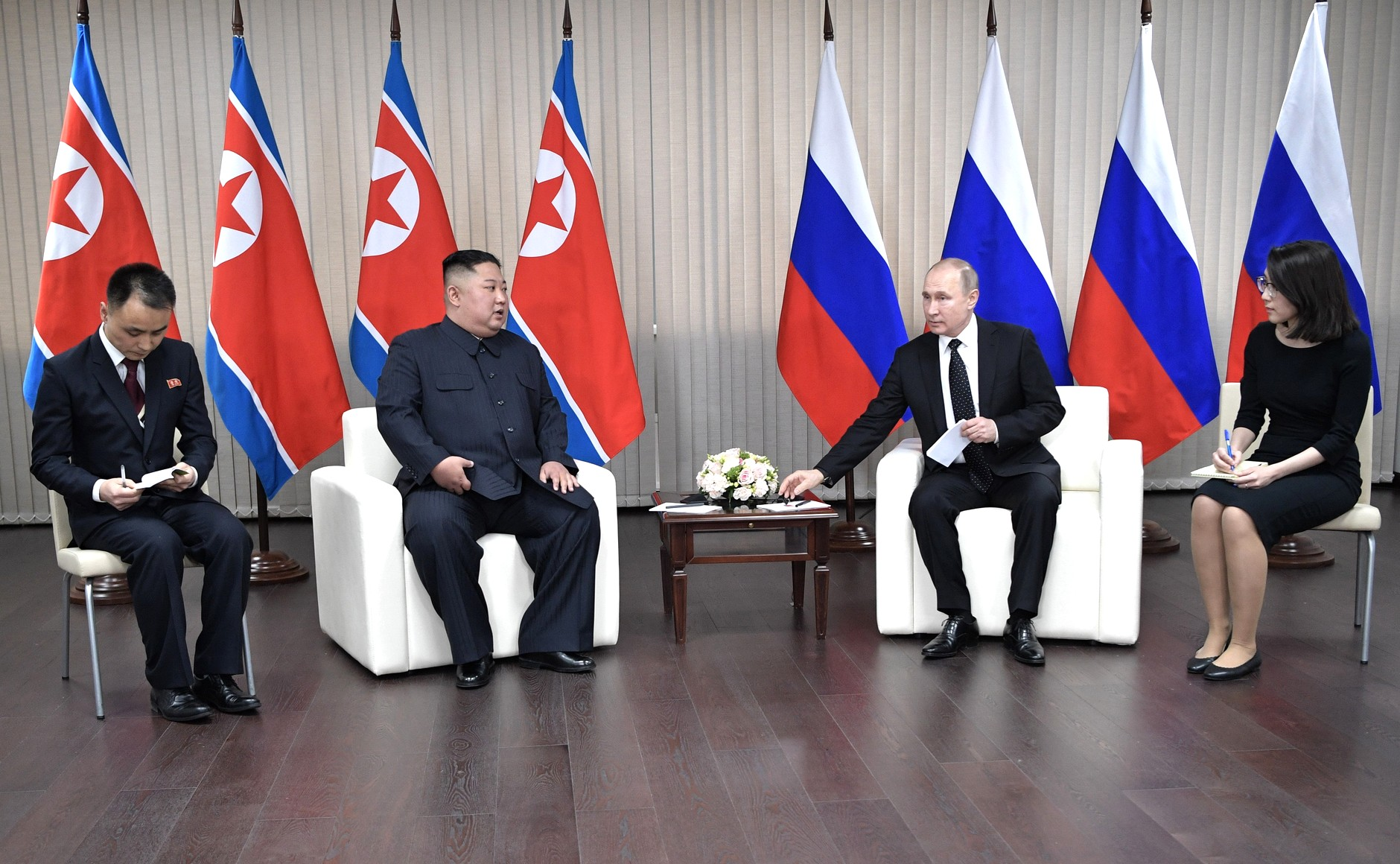
Reunión de Kim con el presidente ruso Vladímir Putin durante el Cumbre Corea del Norte-Rusia, abril 2019

El 25 de abril de 2019, Kim celebró su primera cumbre con el presidente ruso Vladímir Putin en Vladivostok, Rusia.
Corea del Norte, bajo el mando de Kim, apoyó la invasión rusa de Ucrania en 2022, culpando a la "política hegemónica" de Estados Unidos de la guerra, reconociendo la independencia de los estados separatistas de las Repúblicas Populares de Donetsk y Lugansk en el este de Ucrania así como reconociendo la anexión unilateral por parte de Rusia de las provincias de Donetsk, Jersón, Lugansk y Zaporiyia el 30 de septiembre. En septiembre de 2022, la inteligencia estadounidense dijo que Rusia estaba comprando millones de proyectiles de artillería y cohetes a Corea del Norte debido a las sanciones causadas por la invasión rusa de Ucrania. Un informe de febrero de 2023 del Centro de Estudios Estratégicos Internacionales (CSIS, por sus siglas en inglés) afirmaba que, tras caer casi a cero durante la era de la COVID-19, el comercio entre Corea del Norte y Rusia se recuperó a los niveles anteriores a la pandemia.
En septiembre de 2023, Kim Jong Un visitó Rusia en su primer viaje al extranjero desde 2019. La reunión duró más de cuatro horas y tuvo lugar en el cosmódromo de Vostochny, en el óblast de Amur, y fue descrita como la base de cómo se alinean los intereses de los dos países. Se sospecha ampliamente que Putin está buscando las grandes reservas de municiones y cohetes antiguos de Corea del Norte de la era soviética. Durante el encuentro, Kim volvió a dar su apoyo a la "lucha sagrada" de Rusia contra Occidente, expresando su «... apoyo a todas las medidas tomadas por el gobierno ruso, y [él] aprovecha esta oportunidad nuevamente para afirmar que [él] siempre estará con Rusia». Cuando se le preguntó si Rusia ayudaría a Corea del Norte a construir satélites, presumiblemente a cambio de municiones, Putin dijo que «por eso vinieron aquí».
En febrero de 2024, Kim recibió un coche como regalo de Putin.  Cuatro meses después, Putin llegó a Pyongyang y mantuvo conversaciones con Kim. Fue la segunda visita de Putin a Corea del Norte, desde el año 2000.  Ambas partes firmaron el Tratado de Asociación Estratégica Integral entre la República Popular Democrática de Corea y la Federación de Rusia como un acuerdo de estrecha asociación de defensa mutua y amistad militante.

### Pandemia de COVID 19
Durante 2020, Kim se atribuyó el éxito en la lucha contra la pandemia de COVID-19 en Corea del Norte, después de aislar al país y limitar las reuniones públicas.
En abril de 2020, una ausencia de tres semanas de la vista pública llevó a especular que Kim estaba gravemente enfermo o muerto, pero no salió a la luz ninguna evidencia clara de ningún problema de salud. Continuó apareciendo en público rara vez durante los meses siguientes, posiblemente debido a problemas de salud o al riesgo de COVID-19. En agosto, se informó de que Kim había cedido cierto grado de autoridad a su hermana, Kim Yo Jong, dándole la responsabilidad de las relaciones con Corea del Sur y Estados Unidos y convirtiéndola en su segunda al mando de facto.
El 5 de septiembre de 2020, Kim recorrió las zonas afectadas por el tifón Maysak. También reemplazó al presidente del comité provincial local del partido y ordenó a los funcionarios de Pionyang que lideraran un esfuerzo de recuperación. Su partido gobernante también prometió un duro castigo para los funcionarios de la ciudad y de la provincia, afirmando que no protegieron a los residentes del desastre. Kim despidió a Kim Song Il, quien era presidente del Comité del Partido de los Trabajadores de Corea de la provincia de Hamgyong del Sur.
En el 8.º Congreso del Partido de los Trabajadores de Corea, celebrado a principios de enero de 2021, Kim presentó un informe de nueve horas de duración en el que admitió los fallos en la ejecución del plan económico y arremetió contra las deficiencias de los principales funcionarios. También elogió la capacidad nuclear del país y se dirigió a Estados Unidos como el principal enemigo de la RPDC. El congreso restauró las funciones operativas del Secretario General del Partido del Trabajo de Corea, un título previamente otorgado "eternamente" a Kim Jong Il en 2012y eligió a Kim Jong Un para ello. En febrero de 2021, los medios de comunicación estatales comenzaron a referirse a Kim como "presidente" en artículos en inglés. En noviembre de 2021, el Servicio Nacional de Inteligencia de Corea del Sur informó que el gobierno de Corea del Norte había comenzado a utilizar el término "kimjongunismo", en un esfuerzo por establecer un sistema ideológico independiente centrado en Kim. El analista Ken Gause describió esto como que Kim "ahora está listo para poner su sello firmemente en el régimen".
En enero de 2022, se estrenó un documental norcoreano de KCTV, "2021, un gran año victorioso", que parecía abordar la repentina pérdida de peso de Kim y sus escasas apariciones públicas. Dijo que el cuerpo de Kim se había "marchitado por completo" mientras "sufría" por el pueblo durante 2021, completando tareas hasta ahora no publicitadas mientras Corea del Norte enfrentaba "desafíos" y "las peores dificultades de la historia".
En mayo de 2022, Corea del Norte anunció que su primer brote de COVID-19 había comenzado en abril. En una reunión con el PTC, Kim ordenó "a todas las ciudades y condados de todo el país que cierren a fondo" y llamó a movilizar suministros médicos de reserva de emergencia.En los días posteriores al anuncio del país, se notificaron cientos de miles de nuevos casos de fiebre, así como 27 muertes relacionadas con fiebres de origen no identificado, entre las cuales se confirmó una muerte por la variante ómicron, según el medio estatal KCNA. Kim habló más en una reunión posterior del PTC, afirmando que el virus había traído "gran confusión" a su país, e instó al partido y al pueblo a permanecer unidos y organizados en sus esfuerzos para combatir el virus. Kim continuó culpando de la crisis a la incompetencia e irresponsabilidad por parte de las organizaciones del partido, y también culpó a la "negligencia, incluida la sobredosis de drogas debido a la falta de conocimiento de los métodos de tratamiento", como la razón de la mayoría de las muertes desde el brote. Como parte de la respuesta del país al brote de COVID-19, Kim declaró que esperaba aprender de la respuesta organizada por China. A finales de mayo, los medios estatales norcoreanos informaron de que el brote de COVID-19 estaba "controlado y mejorado en todo el país" tras una revaluación por parte de Kim y el PTC.

## Vida personal

### Imagen publica
La revista Forbes clasificó a Kim como la 36.ª persona más poderosa del mundo en 2018, la más alta entre los coreanos.
En una encuesta de 2013, el 61,7% de los desertores norcoreanos en Corea del Sur dijeron que Kim Jong Un probablemente contaba con el apoyo de la mayoría de sus compatriotas, un aumento con respecto al índice de aprobación del 55,7% de su padre en una encuesta similar realizada dos años antes.
En una encuesta realizada a los surcoreanos después de la cumbre intercoreana de mayo de 2018, el 78% de los encuestados dijo que confiaba en Kim, en comparación con el 10% de aprobación un par de meses antes.
El apodo "Kim Fatty the Third" (chino: 金三胖; pinyin: Jīn Sān Pàng) comenzó a ser tendencia entre los usuarios chinos de los sitios web Baidu y Sina Weibo a finales de 2016. En respuesta, el gobierno norcoreano solicitó con éxito al gobierno chino que censurara el apodo en todos los sitios web chinos.

### Salud
Kim Jong Un no apareció en público durante seis semanas en septiembre y octubre de 2014. Los medios estatales informaron que padecía una "condición física incómoda". Anteriormente había estado cojeando en su forma de caminar. Cuando reapareció, estaba usando un bastón.
En septiembre de 2015, el gobierno de Corea del Sur comentó que Kim parecía haber ganado 30 kilos (66 lb) de grasa corporal durante los cinco años anteriores, alcanzando un peso corporal total estimado de 130 kg (286,6 lb).
En abril de 2020, luego de estar semanas sin aparecer en los medios de comunicación ni en actos públicos, los servicios de inteligencia estadounidenses dijeron que su vida podría estar en «grave peligro» tras una operación, posiblemente cardiovascular, las autoridades surcoreanas dijeron que estos rumores eran falsos. Dos semanas después los medios norcoreanos lo mostraron inaugurando una fábrica.
En julio de 2024, la agencia de espionaje de Corea del Sur informó que Kim había recuperado peso y sufría problemas de salud relacionados con la obesidad, como presión arterial alta y diabetes. Según los informes, las autoridades norcoreanas estaban buscando nuevos medicamentos en el extranjero para sus afecciones.

## Condecoraciones
Medalla del 75.º Aniversario de la Victoria en la Gran Guerra Patria de 1941-1945: otorgada por sus esfuerzos para preservar la memoria de los soldados soviéticos que murieron durante la Guerra soviético-japonesa (1945) y fueron enterrados en Corea del Norte.